# Oritoniscus flavus
Oritoniscus flavus är en kräftdjursart som först beskrevs av Gustav Budde-Lund 1906.  Oritoniscus flavus ingår i släktet Oritoniscus och familjen Trichoniscidae.

## Underarter
Arten delas in i följande underarter:
- O. f. flavus
- O. f. intermedius
- O. f. rubra
- O. f. simplex